# Вивільга гальмагерська
Вивільга гальмагерська (Oriolus phaeochromus) — вид співочих птахів родини вивільгових (Oriolidae).

## Поширення
Ендемік Індонезії. Вид трапляється на півночі Молукських островів на острові Гальмагера. Середовищем проживання є низовинні тропічні дощові ліси.